# ХАЗ 3250
ХАЗ-3250 «Антон» — автобус малого класу, призначений для перевезень пасажирів в місті і на середні відстані. Після презентації на виставці SIA'2005 в Києві експериментальної моделі ХАЗ-2201 на китайському шасі Nissan Dong Feng. Після певних доопрацювань цей автобус був запущений концерном «Анто-Рус» в серійне виробництво у січні 2006 року, але вже під індексом ХАЗ-3250. Автобус отримав також власне ім'я — «Антон».
Всього виготовили близько 500 автобусів.

## Модифікації автобуса ХАЗ-3250

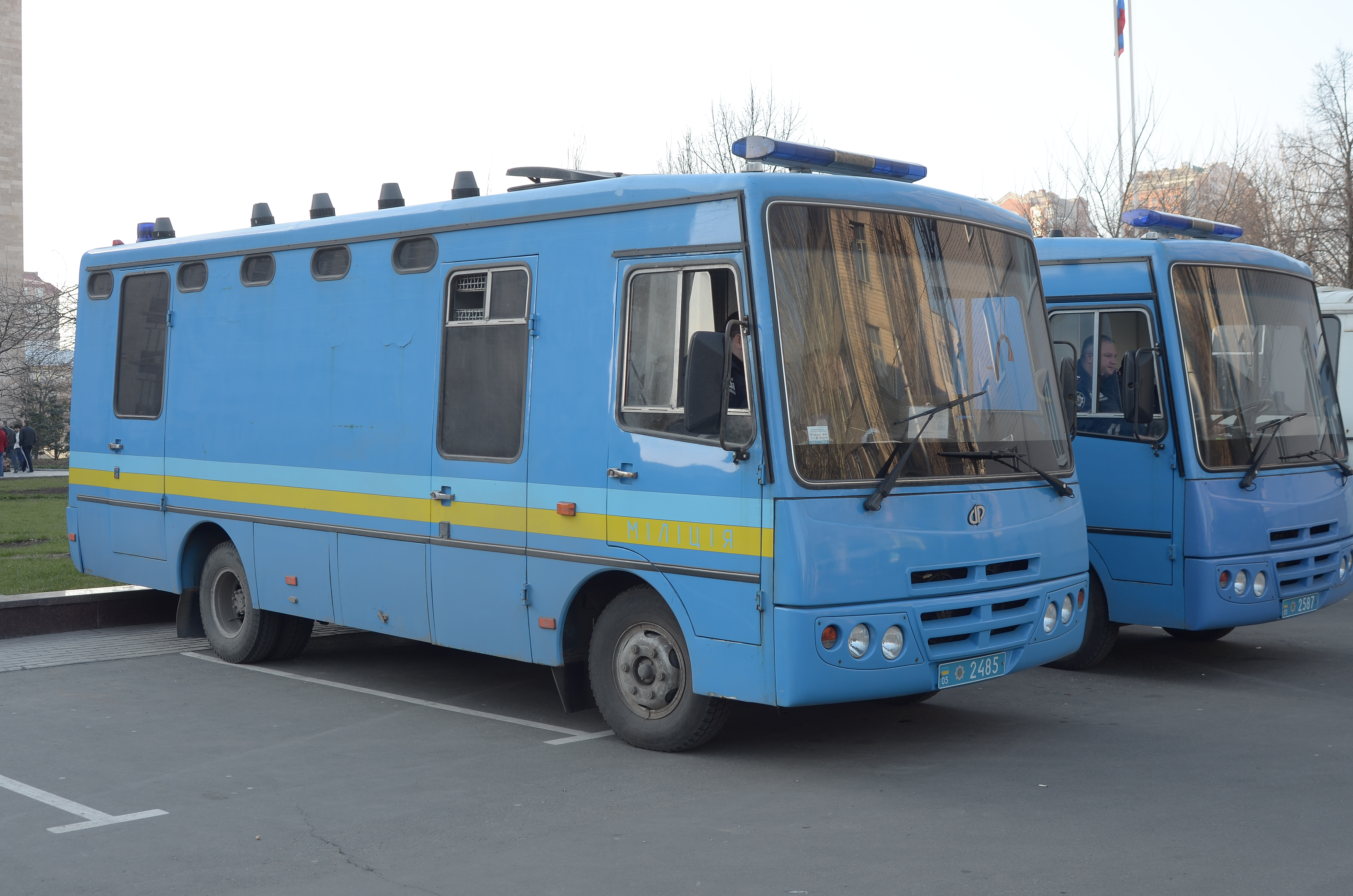
ХАЗ-3250.26

## Опис моделі
ХАЗ-3250 — типовий автобус малого класу вагонної компоновки, призначений для перевезення пасажирів на міських і приміських маршрутах. Кузов автобуса встановлений на раму китайської вантажівки Dong Feng. Залежно від модифікації на автобус встановлюють дизельні двигуни Nissan Dong Feng або Cummins, які відповідають нормативам екологічної безпеки Euro-2. Підвіска автобуса залежна, ресорна.

## Модифікації автобуса ХАЗ-3250[3]
ХАЗ-3250.01 — приміська модифікація, що стала родоначальником модельного ряду, має одну автоматичну пасажирські двері і ручну аварійні двері в задньому звисі. Автобус обладнаний напівм'якими кріслами з високими нерегульованими підголівниками. Двигун — Nissan Dong Feng.
ХАЗ-3250.02 — міська модифікація, що має дві автоматичні двері, обладнана сидіннями міського типу. Двигун — Nissan Dong Feng.
ХАЗ-3250.11 — автобус, призначений для перевезення школярів. На відміну від базової модифікації він має невеликі зручні крісла для дітей, нижчі сходинки на вході в салон, а також додаткові поручні і кнопки виклику водія. Як і в приміській модифікації, в салон веде одна автоматична і одна ручна аварійна двері. Двигун — Nissan Dong Feng.
ХАЗ-3250.21 — приміська модифікація з подовженим заднім звісом, має одну автоматичну пасажирські двері і ручну аварійні двері. Автобус обладнаний напівм'якими кріслами з високими нерегульованими підголівниками. Двигун — Cummins. Автобус ХАЗ-3250.21 розроблений і запущений у серійне виробництво в 2007-му році. Цікаво, що на офіційному сайті заводу інформація про цю модифікацію відсутня, в той час, як ряд компаній-дилерів пропонують її в своїх прайс-листах.
ХАЗ-3250.22 — міська модифікація з подовженим заднім звісом, що має дві автоматичні двері. Обладнана сидіннями міського типу. Двигун — Cummins. Автобус ХАЗ-3250.22 розроблений і запущений у серійне виробництво в 2007 році.
ХАЗ-3250.23 — міжміська модифікація з подовженим заднім звісом. Передні двері — з автоматичним приводом, задня, аварійна — з ручним. На відміну від інших модифікацій, даний автобус обладнаний кондиціонером і м'якими регульованими сидіннями, також він має вклеєні стекла. Двигун — Cummins. Ця модифікація цікава тим, що вона є першою спробою заводу вийти на ринок міжміських автобусів малої місткості. Модифікація розроблена і запущена в серійне виробництво в 2007 році.
ХАЗ-3250.26 — автобус для силових структур.

## Технічні характеристики
| Клас                                              | міський автобус                                     |
| Виробник                                          | «Анто-Рус»                                          |
| Розробка                                          |                                                     |
| Кузов                                             |                                                     |
| Гарантія, роки/пробіг                             |                                                     |
| Ресурс кузова, не менше ніж                       |                                                     |
| Довжина, мм                                       | 6480                                                |
| Ширина по модлінгу, мм                            | 2262                                                |
| Висота, мм                                        | 2830                                                |
| Осі                                               | 2 штуки                                             |
| Колеса                                            | дискові, 4 штук (2×2)                               |
| Шини                                              |                                                     |
| Дорожній просвіт, мм                              |                                                     |
| Колісна база, мм                                  |                                                     |
| Споряджена маса, кг                               | 4090                                                |
| Повна маса транспорту, кг                         | 6700                                                |
| Передня колія, мм                                 |                                                     |
| Задня колія, мм                                   |                                                     |
| Максимальне навантаження на передню вісь, кг      | 2600                                                |
| Максимальне навантаження на задню вісь, кг        | 4100                                                |
| Висота підлоги, см                                |                                                     |
| Підвіска, штук і тип                              |                                                     |
| Підйом, який може подолати автобус, %             |                                                     |
| Радіус повороту, ме менше, метри                  |                                                     |
| Настил підлоги                                    |                                                     |
| Поручні                                           |                                                     |
| Сидіння                                           |                                                     |
| Висота салону, см, ззаду/спереду                  |                                                     |
| Двері                                             | остеклені, одностворчасті поворотно розсувного типу |
| Формула дверей                                    |                                                     |
| Висота дверей, см                                 |                                                     |
| Ширина дверних пройомів у одностворних дверях, см |                                                     |
| Ширина дверних пройомів у двостворних дверях, см  |                                                     |
| Опалення у салоні                                 |                                                     |
| Кондиціонування у салоні                          | через люки і зсувні кватирки                        |
| Кермо (з гідропідсилювачем)                       |                                                     |
| Сидячих місць, штук                               | 15                                                  |
| Стоячих місць, штук                               | 35                                                  |
| Повна місткість, осіб                             | 50                                                  |
| Передній міст                                     |                                                     |
| Задній міст                                       |                                                     |
| Коробка передач                                   |                                                     |
| Число ступенів КП, шут                            |                                                     |
| Двигун                                            | дизельний чотиритактний Hyundai                     |
| Розташування двигуна                              |                                                     |
| Кількість циліндрів                               |                                                     |
| Робочий об'єм, літри                              | 3,9                                                 |
| Ємність паливного бака, літри                     |                                                     |
| Відповідність екологічним нормам                  | Euro-2                                              |
| Передпусковий підігрівач                          | Обертальний момент, Нм                              |
| Потужність, к.с.                                  | 120-125                                             |
| Охолодження                                       |                                                     |
| Робоча гальмівна система                          |                                                     |
| Зупинкова гальмівна система                       |                                                     |
| Додаткова гальмівна система                       |                                                     |
| Резервна гальмівна система                        |                                                     |
| система ABS                                       |                                                     |
| Педалі акселератора, гальма і зчеплення           |                                                     |
| Витрати пального                                  |                                                     |
| Час розгону до швидкості 60 км/год, сек           |                                                     |
| Максимальна постійна швидкість руху, км/год       |                                                     |

## Конкуренти
- Богдан А069
- Рута 25

## Зноски
1. ↑  Автобус "Антон" 3250.01. Архів оригіналу за 13 лютого 2009. Процитовано 23 березня 2010. [Архівовано 2009-02-13 у Wayback Machine.]
2. ↑  Автобус ХАЗ-3250 Антон. Архів оригіналу за 12 квітня 2013. Процитовано 12 квітня 2013. [Архівовано 2013-04-12 у Wayback Machine.]
3. 1 2  Описание ХАЗ-3250 («Антон») [Архівовано 13 жовтня 2011 у Wayback Machine.] (рос.) 12.02.2011